# ولک پریچی
ولک پریچی (به چکی: Velké Poříčí) یک منطقهٔ مسکونی و شهر بازاری در جمهوری چک است که در Náchod District واقع شده‌است.

## خصوصیات
ولک پریچی ۷٫۴۴ کیلومترمربع مساحت و ۲٬۴۱۹ نفر جمعیت دارد و ۳۶۰ متر بالاتر از سطح دریا واقع شده‌است.